# Aphelonema punctifrons
Aphelonema punctifrons är en insektsart som först beskrevs av Géza Horváth 1895.  Aphelonema punctifrons ingår i släktet Aphelonema och familjen Caliscelidae. Inga underarter finns listade i Catalogue of Life.